# Conde de Vila Real

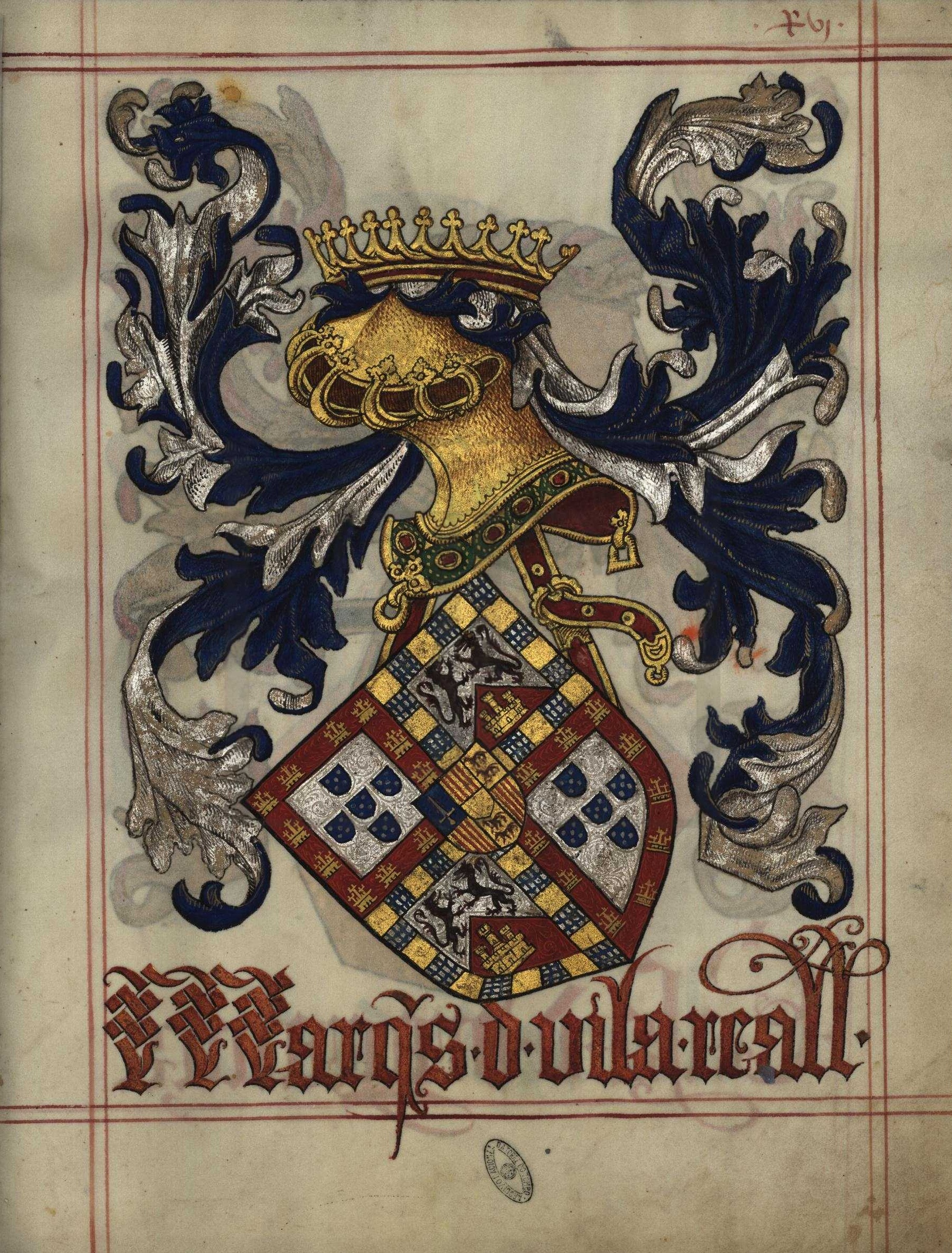
Armas do Marquês de Vila Real, in Livro do Armeiro-Mor (fl 46^{r}) (1509). Armas de D. Fernando de Meneses, 2.º marquês de Vila Real, 1.º conde de Alcoutim, e 1.º conde de Valença da segunda criação

O título de Conde de Vila Real foi um título nobiliárquico de Portugal. Foi atribuído por duas vezes, em épocas distintas, a duas famílias diferentes. A primeira criação data de cerca de 1424; foi atribuída a D. Pedro de Meneses e originou a Casa de Vila Real, dos marqueses de Vila Real (1489) e duques de Caminha. Esta antiga Casa de Vila Real viria a extinguir-se em 1641.
A segunda criação data de 1823, já depois da Revolução Liberal e do fim do Antigo Regime em Portugal. Este título foi atribuído ao 6.º morgado de Mateus, da Casa dos senhores do Palácio de Mateus, um dos mais magníficos solares portugueses, hoje Fundação Casa de Mateus.

## Condes de Vila Real (1424)
O primitivo condado de Vila Real foi criado por D. João I de Portugal em data incerta, sabendo-se que já existia em 1424, quando D. Pedro de Meneses, capitão de Ceuta em Marrocos, esse ano pela primeira vez desde a conquista de Ceuta em 1415 voltou ao reino para ser agraciado solenemente com o título.

### Titulares
1. D. Pedro de Meneses (c. 1370–1437), 1.º conde de Vila Real
2. D. Brites de Meneses (1400), 2.ª condessa de Vila Real, filha do anterior. Casou com D. Fernando de Noronha, 2.º conde de Vila Real por casamento
3. D. Pedro de Meneses (1425–1499), 3.º conde de Vila Real, filho dos anteriores. Por carta de D. João II de 1 de março de 1489 foi elevado a 1.º marquês de Vila Real.

### Marqueses de Vila Real (1489)
1. D. Pedro de Meneses (1425–1499), 3.º conde de Vila Real, elevado a marquês de Vila Real em 1489.
2. D. Fernando de Meneses (1463), 2.º marquês de Vila Real, filho do anterior. Por carta de 15 de Novembro de 1496 de D. Manuel I foi feito conde de Alcoutim. Por carta de 12 de Dezembro de 1499 do mesmo rei foi ainda feito conde de Valença (segunda criação). Ambos estes títulos ficariam associados à Casa de Vila Real.
3. D. Pedro de Meneses (1486), 3.º marquês de Vila Real, filho do anterior
4. D. Miguel de Meneses (1520), 4.º marquês de Vila Real, filho do anterior. Morreu sem deixar descendência
5. D. Manuel de Meneses (1530), 5.º marquês de Vila Real, irmão do anterior. Por carta de 28 de Fevereiro de 1585 do rei Filipe I de Portugal (Filipe II de Espanha) foi elevado a primeiro e único duque de Vila Real

### Duques de Caminha (1620)
1. D. Miguel Luís de Meneses (1565–1637), 6.º marquês de Vila Real, filho do anterior. Por carta de 14 de março de 1620 de Filipe III de Portugal (Filipe IV de Espanha) recebeu o título de duque de Caminha. Sem geração 
  1. D. Luís de Noronha e Meneses (1570-1641), 7.º marquês de Vila Real, irmão do anterior. Tendo aderido à conjura contra D. João IV, foi condenado à morte e executado em agosto de 1641.
2. D. Miguel Luís de Meneses (1614–1641), 8.º marquês de Vila Real e 2.º duque de Caminha, filho do 7.º marquês. Tal como seu pai, morreu executado. Sem geração.

### Armas
As armas de D. Pedro de Meneses, 1.º conde de Vila Real, eram: partido de dois traços e cortado de um: I, III e V de ouro, com dois lobos de púrpura passantes e sotopostos (Vilalobos); II, IV e VI de ouro, com quatro palas de vermelho (Lima). Sobreposto de tudo um escudete de ouro pleno (Meneses).
Estas armas encontram-se no Livro do Armeiro-Mor (fl 48r), no Livro da Nobreza e Perfeiçam das Armas (fl 9v), etc. Vide D. Henrique de Meneses, 1.º conde de Valença, neto do 1.º conde de Vila Real, para uma ilustração destas armas.
As armas dos condes e marqueses de Vila Real com varonia Noronha eram de Noronha, sobre tudo um escudete de Meneses (de D. Pedro de Meneses) - esquartelado: I e IV de prata, com cinco escudetes de azul, alinhados em cruz, carregado cada um de cinco besantes de prata; bordadura de vermelho carregada de de doze castelos de ouro abertos e iluminados de negro, alinhados 4, 2, 2 e 4 (no IV onze castelos: 4, 2, 2, 1 e 2) (Portugal); II e III de vermelho, com um castelo de ouro; mantel de prata com dois leões afrontados de púrpura; bordadura de escaques de ouro e veiros de vinte peças (no III vinte e uma peças); sobre tudo um escudete partido de dois traços e cortado de um: 1 de azul, com uma espada de prata guarnecida de ouro, posta em pala; 2, 4 e 6 de ouro, com quatro palas de vermelho; 3 e 5 de ouro, com dois lobos de púrpura, passantes e sotopostos. Sobreposto de tudo um escudete de ouro pleno.
Estas armas encontram-se no Livro do Armeiro-Mor (fl 46r), no Livro da Nobreza e Perfeiçam das Armas (fl 9r), no Thesouro de Nobreza, etc. As armas de Noronha plenas podem ainda ser vistas na Sala de Sintra.
Note-se que o campo azul do escudete com uma espada de prata representa o cargo de Capitão ou Governador de Ceuta, que foi essencialmente hereditário nos descendentes do conde de Vila Real, de apelido por vezes Meneses, e outras vezes Noronha.

## Condes de Vila Real (1823)
O moderno Condado de Vila Real foi criado por decreto do rei D. João VI de Portugal, em 3 de Julho de 1823, a favor de D. José Luís de Sousa Botelho e Vasconcelos, 6.º morgado de Mateus. Membros da Casa vieram a casar com o conde de Mangualde e o conde de Melo. 

### Titulares
1. D. José Luís de Sousa Botelho Mourão e Vasconcelos (1785 - 1855), 6.º morgado de Mateus, filho do célebre 5.º morgado de Mateus
2. D. Fernando de Sousa Botelho Mourão e Vasconcelos (1815 - 1858), 7.º morgado de Mateus, filho do anterior
3. D. José Luís de Sousa Botelho Mourão e Vasconcelos (1843 - 1923), 8.º morgado de Mateus, filho do anterior

Com a queda da Monarquia e a implantação da República Portuguesa em 1910 foram os titulares à data da implantação da República autorizados a manter e usar os seus títulos até à morte; desde então o título encontra-se extinto, embora existam descendentes.

## Galeria

### Palácio de Mateus, dos morgados de Mateus e condes de Vila Real
Mateus, Vila Real, Portugal. Hoje sede da Fundação Casa de Mateus

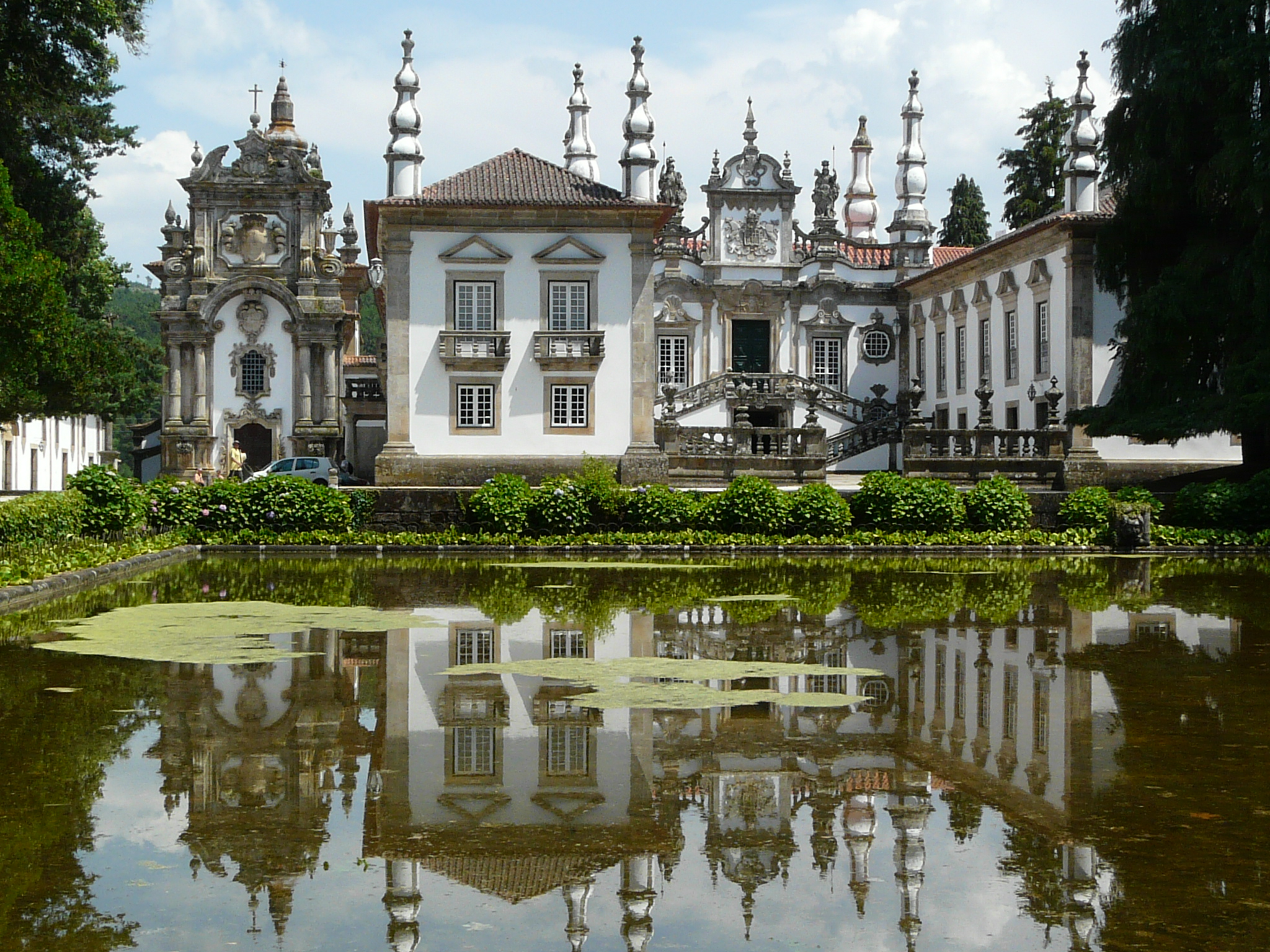
O palácio de Mateus
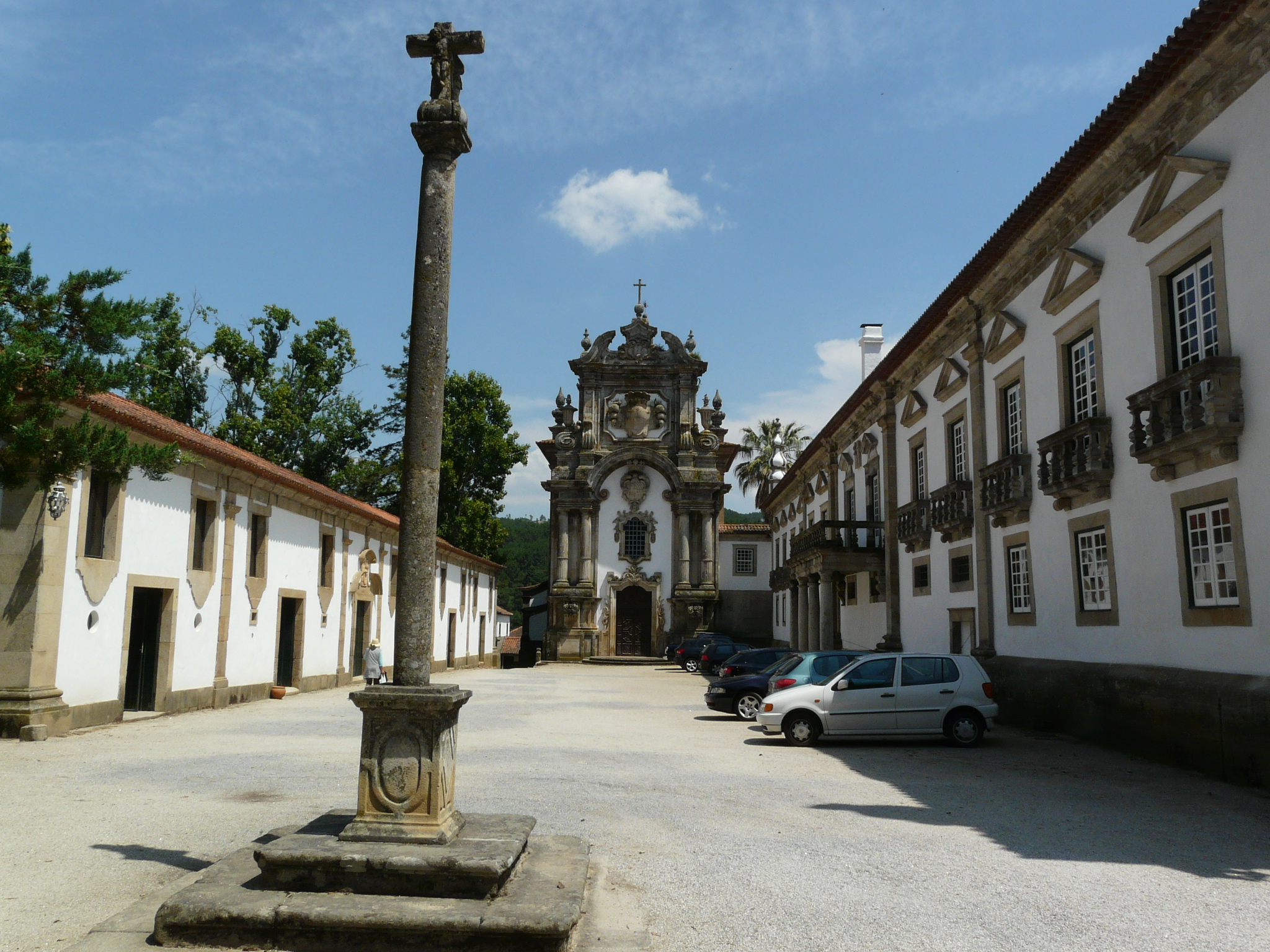
Ala do palácio, cruzeiro e capela
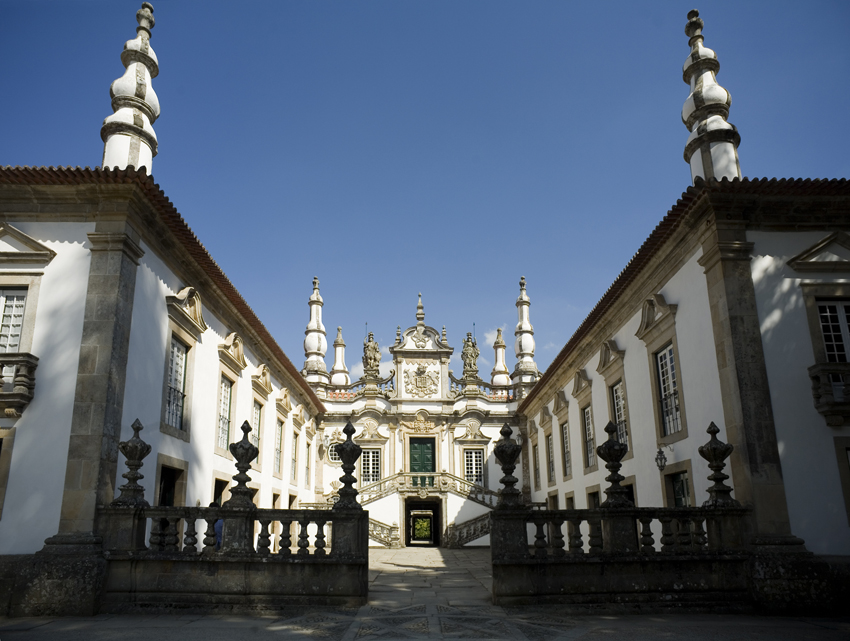
Pátio de honra
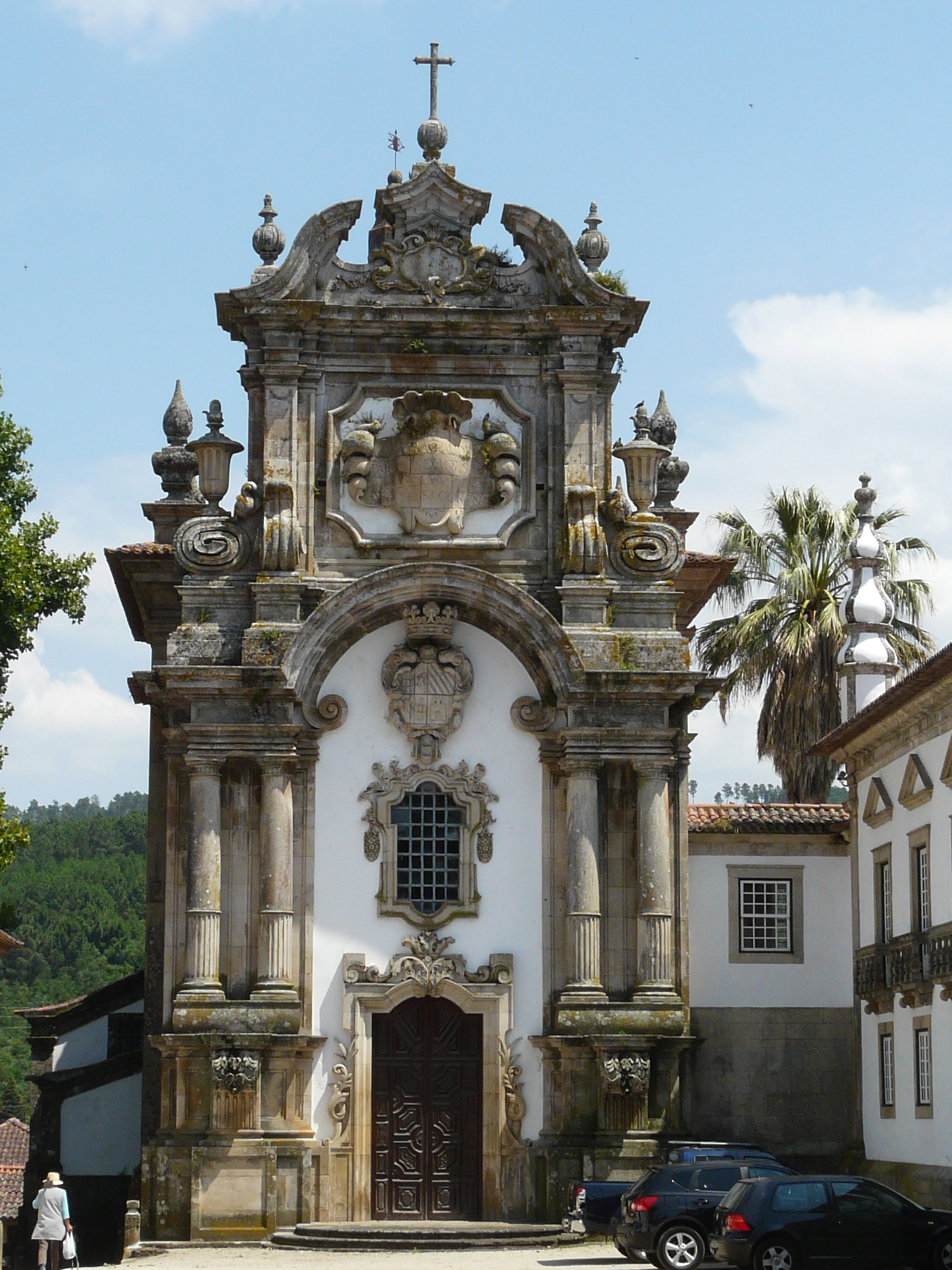
Fachada da capela
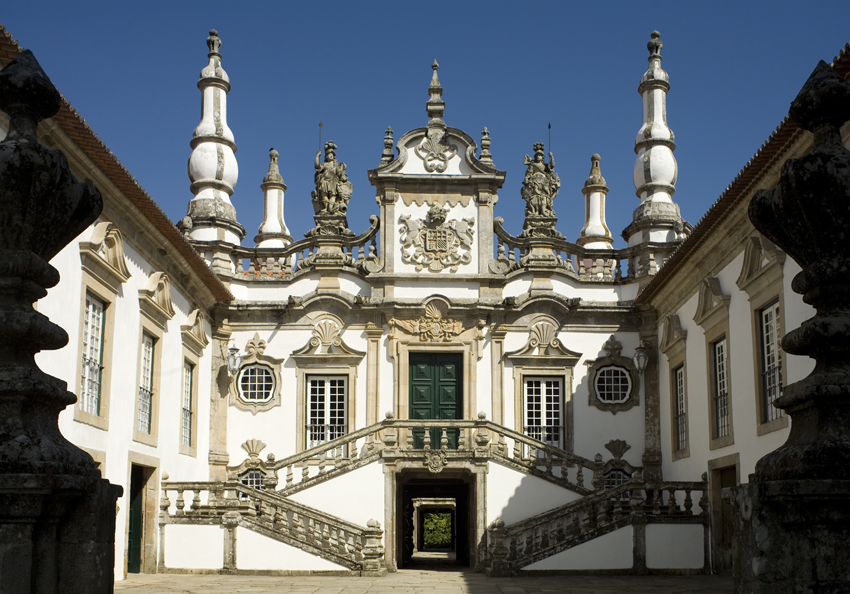
Fachada do palácio
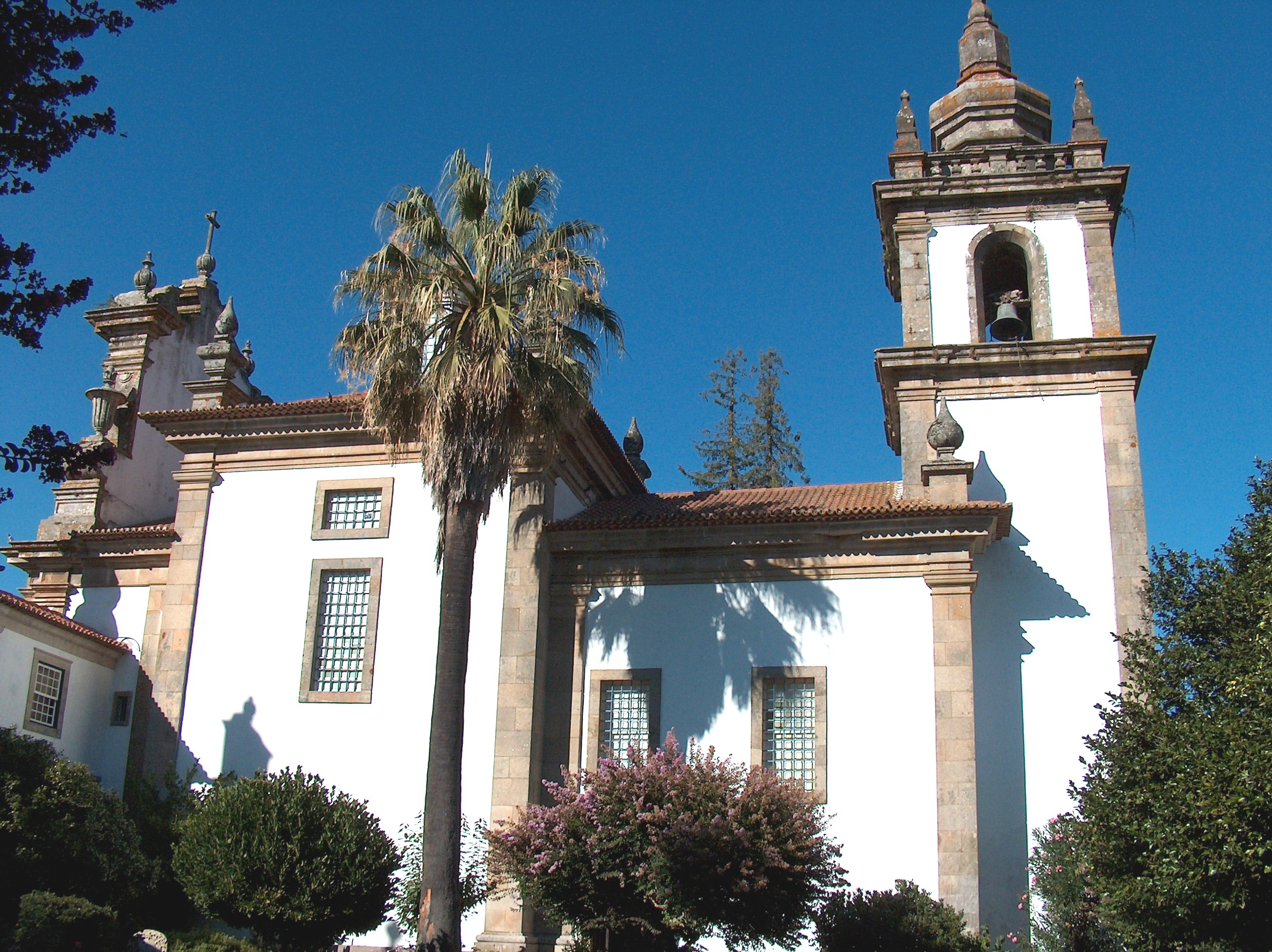
Aspecto lateral da capela
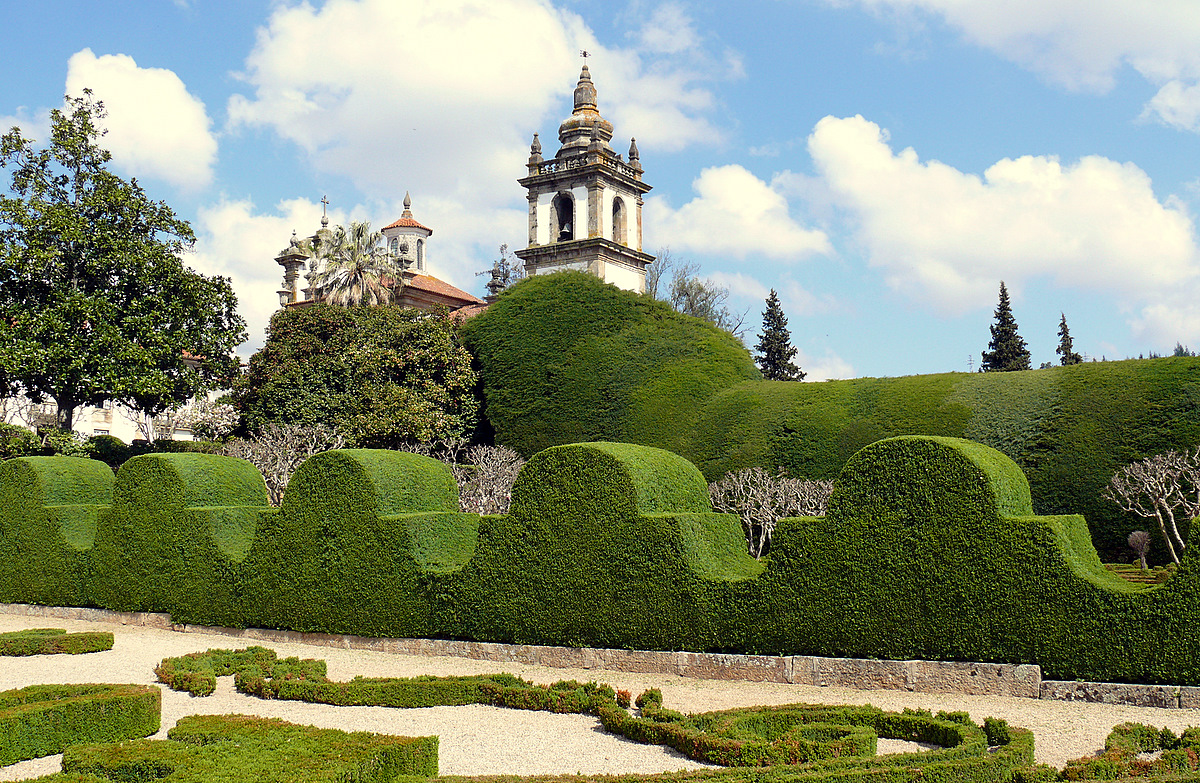
O parque de Mateus
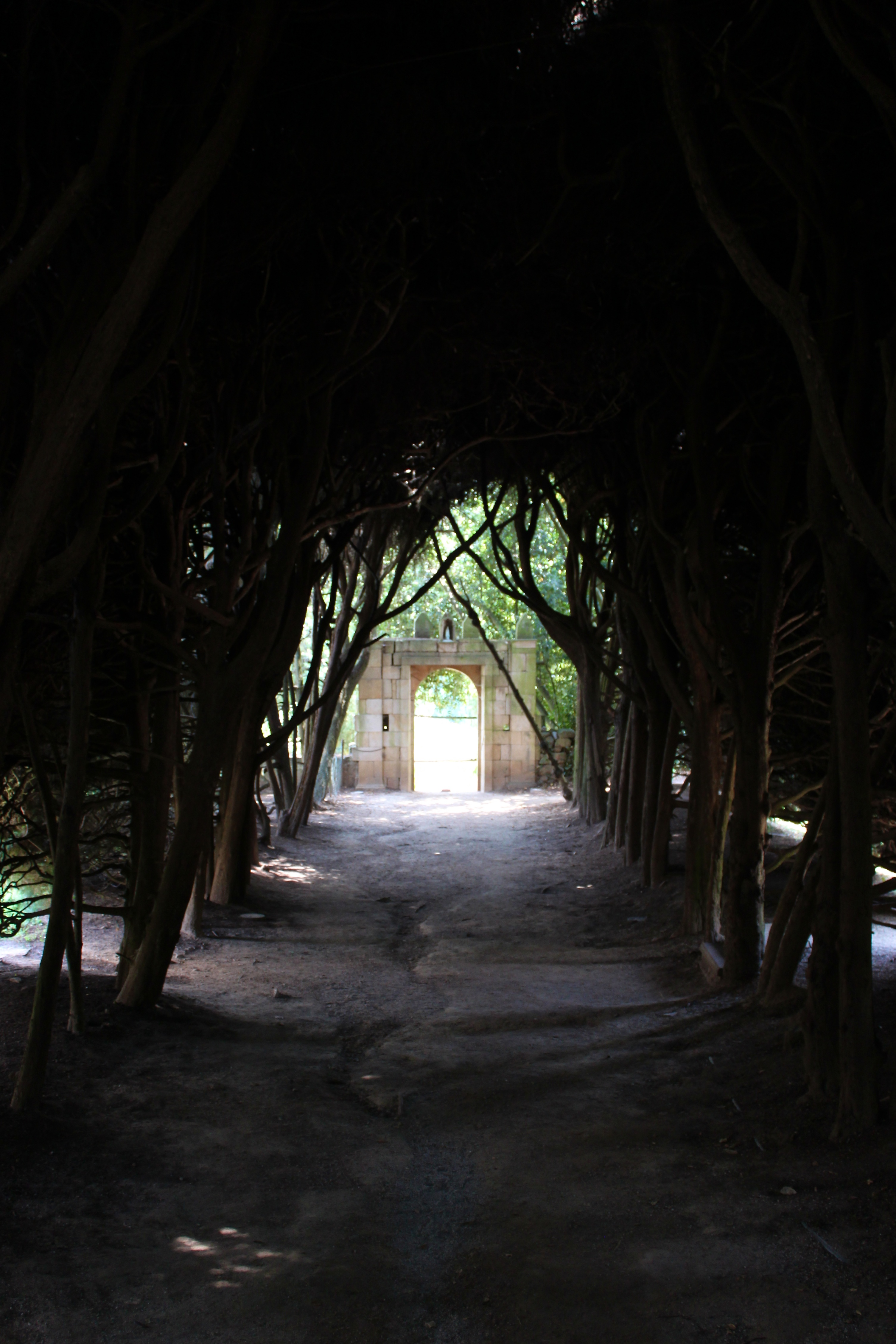
Quinta do palácio

### Condados do século XV
- Conde de Marialva (1440)
- Conde de Odemira (1442)
- Conde de Atouguia (1448)
- Conde de Valença (1464)
- Conde de Abrantes (1476)
- Conde de Caminha (1476)
- Conde de Olivença (1476)
- Conde de Cantanhede (1479)
- Conde da Feira (1481)
- Conde de Alcoutim (1496)
- Conde de Portalegre (1498)